# Cryptocolea
Cryptocolea là một chi rêu trong họ Jungermanniaceae.